# Muraltia lewisiae
Muraltia lewisiae är en jungfrulinsväxtart som beskrevs av Margaret Rutherford Bryan Levyns. Muraltia lewisiae ingår i släktet Muraltia och familjen jungfrulinsväxter. Inga underarter finns listade i Catalogue of Life.